# Що скажуть люди (фільм, 1951)
Що скажуть люди (англ. People Will Talk) — американський драматичний  фільм, романтична комедія 1951 року режисера  Джозефа Манкевича. Екранізація п’єси Курта Гетца «Доктор медицини Йов Преторіус» (Dr. med. Hiob Prätorius).

## Сюжет
Успішний і популярний др. Ной Преторіус (Кері Ґрант) майже стає мішенню для полювання на відьом професора Елвелла (Г'юм Кронін), який не може терпіти нетрадиційні медичні погляди Преторіуса та його спілкування з таємничим містером Шандерсон (Фінлей Каррі). Ситуація погіршується, коли Преторіус закохується у вагітну, але майже суїцидну Дебору Гіґґінс (Джинн Крейн). 

## Ролі виконують
- Кері Ґрант — доктор мед. Ной Преторіус
- Фінлей Каррі[en] — Шандерсон
- Джинн Крейн — Дебора Преторіус
- Г'юм Кронін[de] — професор Родні Елвелл
- Вальтер Слезак — професор Лайонел Баркер
- Сідні Блекмер — Артур Гіґґінс
- Кетрін Лок — міс Джеймс

## Навколо фільму
- На концерті позаду акторки Джинн Крейн сиділа Бесс Флаверс[en], відома та плідна «статистка» (акторка масових сцен), яку багато хто вважав «королевою статисток». Вона з'явилася майже 1000 разів у різноманітних фільмах, 25 з яких були номіновані на найкращий фільм. У списку «1001 фільм, який потрібно подивитися перед смертю» вона опинилася на 33 місці, набагато більше, ніж будь-який інший виконавець. Бесс Флаверс, яка померла в 1984 році у віці 85 років, знялася в понад 350 фільмах, з яких 23 були номіновані на премію «Оскар» і п'ять отримали її.[2]